# Clement Freud
Sir Clement Raphael Freud (* 24. April 1924 in Berlin; † 15. April 2009 in London) war ein britischer Schriftsteller, Journalist, Fernsehmoderator, Politiker und Koch österreichischer Herkunft. Er war ein Enkel des Psychoanalytikers Sigmund Freud. Im deutschen Sprachraum wurde er vor allem durch seine Kinderbuchfigur Grimpel bekannt.

## Leben
Clement Freud wurde 1924 als Clemens Raphael Freud als dritter von drei Söhnen in Berlin geboren. Seine Eltern waren der österreichische Architekt Ernst L. Freud und Lucie Freud, geborene Brasch. Ein Bruder war der Künstler Lucian Freud. Nach der Machtergreifung der Nationalsozialisten emigrierte die Familie 1933 nach England, wo sein Vorname Clemens zu Clement geändert wurde. Im August 1939 nahm die Familie die britische Staatsbürgerschaft an. Freud wurde während des Zweiten Weltkriegs als Soldat zu den Royal Ulster Rifles eingezogen. Er war zeitweise ein Adjutant beim Feldmarschall Bernard Montgomery. Nach Kriegsende wurde Freud zu den Nürnberger Kriegsverbrecherprozessen kommandiert und wurde 1947 zum Offizier befördert. Wieder Zivilist, heiratete Freud 1950 die Schauspielerin June Flewett, die sich seither Jill Freud nannte. Das Paar hatte fünf Kinder.

## Werdegang

### Frühe Karriere
Freud war einer der ersten „Promi-Köche“ Englands, er arbeitete zunächst in The Dorchester und gründete später sein eigenes Restaurant am Sloane Square in London. Er schrieb Kolumnen für Zeitungen und Zeitschriften. Er trat in einer Serie von Fernsehwerbungen für Hundefutter auf, sein Co-Star war dabei ein Bluthund namens Henry. 1968 schrieb Freud das Kinderbuch Grimble (deutsch: Grimpel, 1970 übersetzt von Uwe Friesel und Carola Mendler), sechs Jahre später erschien die Fortsetzung Grimble at Christmas (deutsch: Grimpel superhöchstbestens). Außerdem betrieb er einen Nachtclub, in dem er einen Zeitungsredakteur kennenlernte, der ihm eine Stellung als Sportjournalist anbot. Später wurde er ein preisgekrönter Autor, der hauptsächlich über Essen und Trinken, aber auch über seine zweite Leidenschaft, das Pferderennen, schrieb.

### Politisches Engagement
Von 1973 bis 1987 war Freud Abgeordneter des britischen Parlaments. Er galt als der erste jüdische Abgeordnete der Liberalen, obwohl er mit der Hochzeit zum anglikanischen Glauben übergetreten war. Als er aus dem Parlament ausschied, wurde er 1987 zum Ritter geschlagen.

### Fernseh- und Radiokarriere
Freud war ab 1967 bis zu seinem Tod im Jahr 2009 regelmäßig in der BBC-Gameshow Just a Minute auf Radio 4 zu hören, das Publikum schätzte seinen trockenen Humor. 1973 war Freud mit einem kleinen Monolog auf dem Album Band on the Run des Ex-Beatles Paul McCartneys Band The Wings vertreten; er war auch auf dem Albumcover abgebildet. Später war Freud in den Comedy-Gameshows Shooting Stars und Have I Got News For You (2001 und 2003) im Fernsehen zu sehen.

### Akademisches Amt
1974 wurde Freud von den Studenten der University of Dundee gemäß der schottischen Hochschulverfassung als deren Vertreter zum Lord Rector gewählt und 1977 wiedergewählt. Dasselbe Ehrenamt hatte er ab 2002 für drei Jahre an der University of St Andrews.

### Missbrauchsvorwürfe
2016 wurden Vorwürfe zweier Frauen in einer TV-Dokumentation ausgestrahlt, Freud habe sie als Kinder sexuell missbraucht. Freud war mit den Eltern der verschwundenen Maddie McCann befreundet und Nachbar der Hotelanlage, wo Maddie verschwand. In ihrem Buch beschrieb Frau McCann, sie und ihr Mann seien mehrere Wochen nach Madeleines Verschwinden zum Mittagessen in Freuds nahegelegenes Haus eingeladen worden.

## Tod und Beerdigung
Clement Freud starb kurz vor seinem 85. Geburtstag in London. Gäste seiner Beerdigung waren unter anderem der U2-Sänger Bono, Schauspieler Stephen Fry und der damalige Premierminister Gordon Brown. Er hinterließ neben seiner Witwe fünf Kinder und 17 Enkelkinder.

## Veröffentlichungen
- 1968 – Grimble – illustriert von Quentin Blake
- 1973 – Grimble at Christmas – illustriert von Quentin Blake
- 1978 – Freud on Food
- 1980 – Clicking Vicky
- 1981 – The Book of Hangovers
- 1983 – Below the Belt
- 1988 – No one Else Has Complained
- 1989 – The Gourmet’s Tour of Great Britain and Ireland
- 2001 – Freud Ego
- 2009 – Freud on Course – The Racing Lives of Clement Freud